# Melibe
Melibe Rang, 1829 è un genere di molluschi nudibranchi della famiglia Tethydidae.

## Tassonomia
Comprende le seguenti specie:
- Melibe arianeae Espinoza, DuPont & Valdés, 2013
- Melibe australis (Angas, 1864)
- Melibe bucephala Bergh, 1902
- Melibe colemani Gosliner & Pola, 2012
- Melibe coralophilia Gosliner & Pola, 2012
- Melibe digitata Gosliner & V. G. Smith, 2003
- Melibe engeli Risbec, 1937
- Melibe leonina (Gould, 1852)
- Melibe liltvedi Gosliner, 1987
- Melibe maugeana Burn, 1960
- Melibe megaceras Gosliner, 1987
- Melibe minuta Gosliner & V. G. Smith, 2003
- Melibe papillosa (de Filippi, 1867)
- Melibe pilosa Pease, 1860
- Melibe rosea Rang, 1829 - specie tipo
- Melibe tuberculata Gosliner & V. G. Smith, 2003
- Melibe viridis (Kelaart, 1858)